# كرنفال نوتينغ هيل

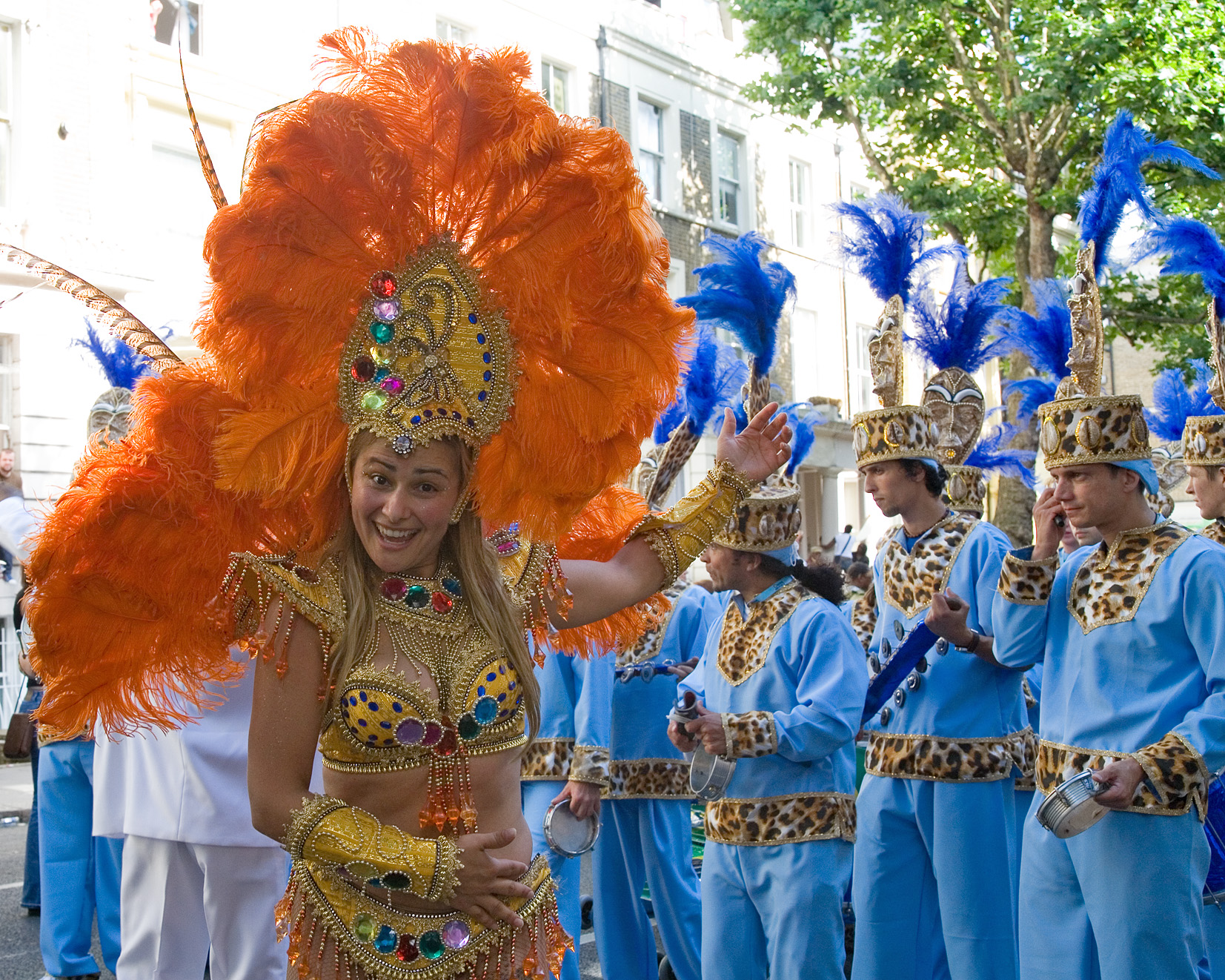
صورة من مهرجان نوتنغ هيل في نهاية الأسبوع الأخيرة من شهر آب 2006

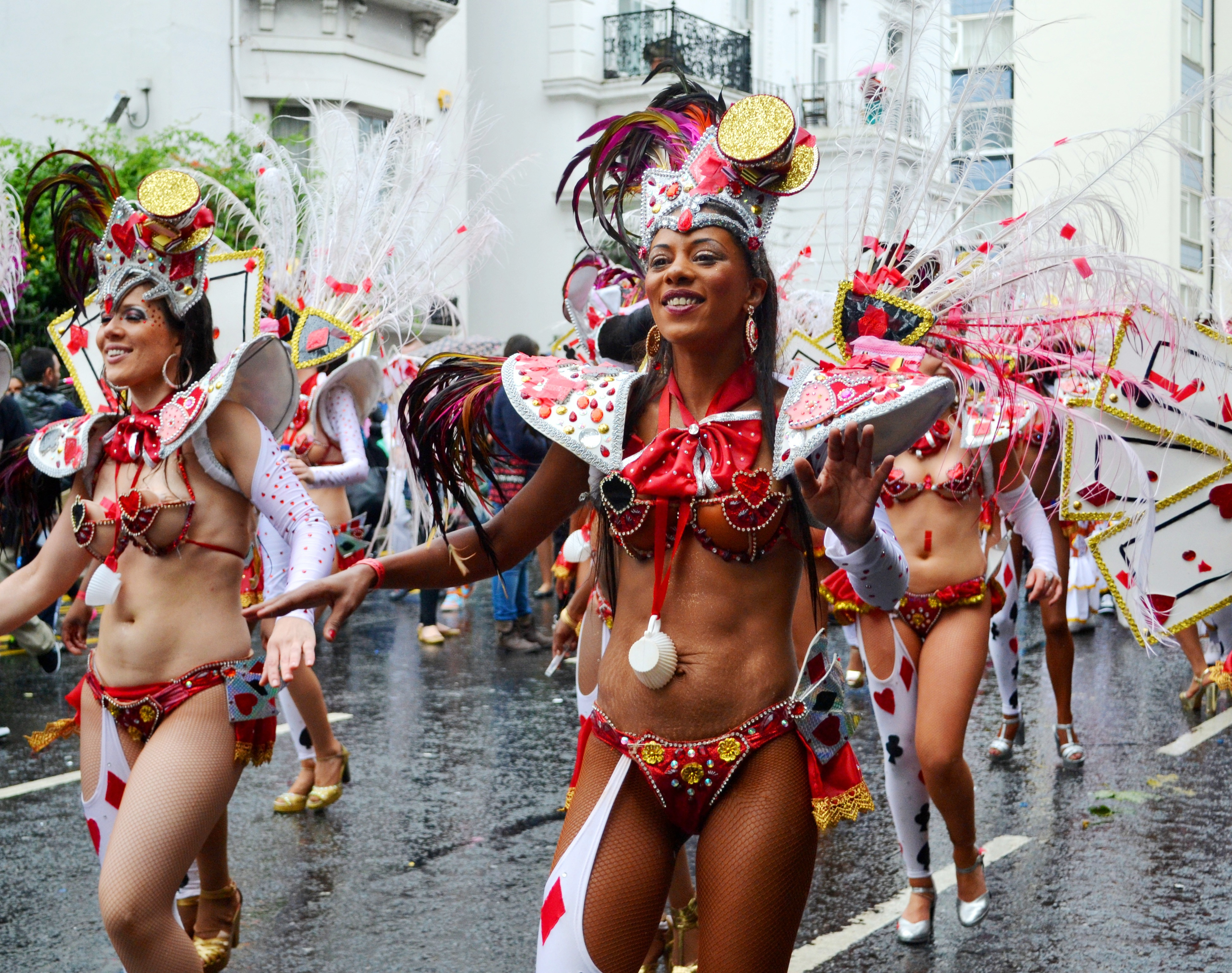
جانب من المَهرجان في عام 2014

كرنفال نوتينغ هيل (بالإنجليزية: Notting Hill Carnival)‏ في حي نوتينغ هيل في لندن يكون في نهاية شهر آب أغسطس من كل عام.

## الأحداث
بين أعوام 1970 و1980 كان المهرجان مكان مواجهة بين الشرطة والشباب المنحدرين من أصول مهاجرة.